# アダム・ヴァツワフ (チェシン公)
アダム・ヴァツワフ（ポーランド語：Adam Wacław Cieszyński；チェコ語：Adam Václav；ドイツ語：Adam Wenzel、1574年12月12日 - 1617年7月13日）は、チェシン公（在位：1579年 - 1617年）。ヴァツワフ3世アダムの3男、母はその2番目の妃であるザクセン＝ラウエンブルク公フランツ1世の娘シドニエ・カタリーナ。父の後継者とみなされていた異母兄フリデリク・カジミェシュが1571年に亡くなった後に生まれ、幼くして公爵家を継いだ。

## 生涯
1579年に父が死ぬと、アダム・ヴァツワフがチェシン公国を相続した。しかし公爵は幼いため、母シドニエとブジェク公イェジ2世及びジェンビツェ公カレル2世が摂政を務めることになった。3人による摂政政治は1586年、まず2月17日に母がハンガリー貴族のトレンチーン伯爵フォルガフ・イムレ3世と再婚し、5月7日に首位の摂政だったブジェク公イェジ2世が死んだために終わった。シドニエは再婚後も公国に影響力を及ぼしたものの、以後はジェンビツェ公カレル2世が単独で摂政を務めた。
1586年、チェシン・シレジアではペストの大流行が発生し、公国の住民の何割かが亡くなった。翌1587年には、チェシンはポーランド王位継承戦争の主戦場となり、オーストリア大公マクシミリアン3世とヤン・ザモイスキがこの地で戦いを繰り広げた。立て続けに危機に見舞われる公国を案じつつ、アダム・ヴァツワフは1587年にザクセン選帝侯クリスティアン1世の宮廷に赴くことになった。この地で若い公爵は軍事を中心に入念な教育を施された。1595年、ようやく成年に達したと見なされたアダム・ヴァツワフはチェシンに戻り、親政を開始した。
親政開始直後からアダム・ヴァツワフはオスマン帝国との戦争に従事し、神聖ローマ皇帝ルドルフ2世に対する政治的共感を示していた。こうした政治姿勢を反映して、公国の南部にはいくつかの要塞が築かれた。この要塞は、1604年から1606年まで続いたハンガリーの反ハプスブルク軍による攻撃の際、敗北寸前のチェシン軍を守ることにつながった。
1609年、アダム・ヴァツワフは皇帝ルドルフ2世とその弟マティアス大公との権力争いに巻き込まれ、皇帝支持派に回った。しかしルドルフ2世はマティアスにボヘミア王位を譲渡したため、ボヘミア王の封臣身分のアダム・ヴァツワフは面目を失った形となり、1611年にはヴロツワフにおいて新王に忠誠を誓わされた。
1611年、アダム・ヴァツワフにとってきわめて大きな転機が訪れた。彼はザクセン宮廷の滞在中に熱心なプロテスタントとして育ち、チェシンでルター派を拡大させるために幾度か法令を出すなどしていた（例えば1598年に出した布告において、公爵は自分の後継者に対し、公国の住民の間でルター派信徒を増やし、その促進のため同派の教会を建てることを義務付けている）。ところが、同じようにザクセン選帝侯の宮廷で育ったアダム・ヴァツワフの親族の何人かがカトリックへの改宗を選ぶようになっていた。この年アダム・ヴァツワフもカトリックに改宗、君臣信教一致の原則（Cuius regio, eius religio）に従ってプロテスタント政策を転換し、カトリック教会の対抗宗教改革運動に協力することになった（カトリックに改宗後にアダム・ヴァツワフが最初に行った決定は、1598年の布告の取り消しであった）。
この事態は貴族や都市民の烈しい抗議を受けることになったが、公国の住民の大部分がカトリックに改宗することになった。まもなく、アダム・ヴァツワフは追放されていたカトリックの修道会（ドミニコ会やフランシスコ会）を呼び戻し、廃止されていた修道院を復活させた。公爵が改宗を決意した真意は定かでないが、おそらく自らの主君であるボヘミア王マティアス（1612年より神聖ローマ皇帝）との関係改善を狙ったものだったと思われる。しかしアダム・ヴァツワフは熱心なカトリック教徒というわけではなく、カトリックへの改宗を拒んだ公国内のプロテスタント住民に改宗を無理強いすることもなかった。
この捨て身の作戦は功を奏し、アダム・ヴァツワフはマティアスとの関係を好転させた。1617年2月6日にはシロンスクの総督（スタロスタ）に任じられた。
アダム・ヴァツワフのチェシン統治は住民の支持を集めているとは言えなかった。定期的な旅行、金のかかる軍事遠征、体制宗教の変換は、公国を財政破綻寸前に追い込んだ。彼の贅沢好きの生活スタイルは、次の2つのエピソードからも窺える。マティアスに忠誠を誓うためヴロツワフに赴いた際、公爵は小国の君主としては多すぎるほどの285名の随行員を引き連れており、全員が公爵の手はずで贅沢に着飾っていた。また1614年、カトリックへの改宗をしていたアダム・ヴァツワフは、カルヴァリア・ゼブジドフスカへの巡礼を行った。この旅行は、同時代人の記録によれば、全く信心深いものでなかった。公爵は自らの富裕さを見せつけるために巡礼行に赴いたのである。最後には、公爵は都市や騎士からたびたび借金をするようになった。
アダム・ヴァツワフは1617年7月13日にチェシン領のブランディースで没し、チェシンのドミニコ会の教会に埋葬された。同年、イウォヴニツィの領主アダム・ブィシンスキは、公爵が3人の貴族達、エラズム・ルツキ、ヴァツワフ・ペルフシム、ピョトル・グレツキによって毒殺されたのだと主張した。1622年12月21日、この問題をめぐって対立していた両陣営は和解し、ブィシンスキの訴えは棄却された。

## 子女
1595年9月17日、クールラント・ゼムガレン公ゴットハルト・ケトラーの娘エリーザベト（1601年11月19日没）と結婚した。夫妻は5人の子供をもうけた。
1. アダム・ゴタルト（1596年7月27日 - 1597年5月25日）
2. アンナ・シドニア（1598年3月2日 - 1619年3月13日） - 1616年、ホーエネムス伯爵ヤーコプ・ハンニバル2世と結婚
3. エルジュビェタ・ルクレツィア（1599年6月1日 - 1653年5月19日） - チェシン女公。1618年、リヒテンシュタイン公グンダカルと結婚
4. フリスティアン・アダム（1600年 - 1602年3月12日）
5. フリデリク・ヴィルヘルム（1601年11月9日 - 1625年8月19日）

また、愛妾マウゴジャタ・コストラフヴナ（1584年 - 1617年）との間に1子をもうけた。
1. ヴァツワフ・ゴトフリト・ホヘンシュテイン男爵（1608年/1612年 - 1672年以後）